# يحرق بعد القراءة
يحرق بعد القراءة (بالإنجليزية: Burn After Reading) هو فيلم كوميديا سوداء أميركية، من إنتاج وإخراج جويل وايثان كوين  ابطال الفيلم جورج كلوني وجون مالكوفيتش، تيلدا سوينتون، فرانسيس ماكدورماند، ريتشارد جينكينز، وبراد بيت عرض في الولايات المتحدة يوم 12 سبتمبر 2008، وعرض في 17 تشرين الأول، 2008 في المملكة المتحدة. والعرض الأول في 27 أغسطس، 2008، عندما افتتح في عام 2008 في مهرجان البندقية السينمائي.  الفيلم هو أول فيلم للاخوة كوين بعد جائزة الأوسكار لأفضل فيلم لا بلد للعجائز

## طاقم المشاركون
- جون مالكوفيتش -أوزبورن كوكس [9]
- فرانسيس ماكدورماند -ليندا ليتزك
- جورج كلوني -هاري بفرار
- براد بيت-تشاد فيلدهيمر
- تيلدا سوينتون -كاتي كوكس
- ريتشارد جينكينز-تيد تريفون
- ديفيد راشية -بالمر
- كيه سيمونز -وكالة المخابرات المركزية العليا
- جيفري ديمن - جراح التجميل
- اليزابيث مارفل - ساندي بفرار
- ديفين رومر -المترصد
- اولك كروبا - كرابوتكن
- ديرموت مولروني كنجم على الإتيان ديزي
- كلير دينز كنجم على الإتيان ديزي